# Elisha Perkins
Elisha Perkins est un médecin américain né en 1741 et mort à New York en 1799, promoteur d'un prétendu remède universel sous la forme de deux aiguilles métalliques, méthode thérapeutique vantée sous le nom de "perkinisme".

## Biographie
Il s’est fait connaître par l’invention d’un prétendu moyen thérapeutique consistant à promener sur la partie malade, jusqu’à ce qu’il se manifestât une légère inflammation à la peau, un tracteur métallique en forme de diapason, long de deux pouces et demi, avec deux branches de longueur inégale, formées de deux métaux différents, l'une avec une extrémité pointue, l'autre arrondie .
Par ce moyen, érigé en système sous le nom de perkinisme, le médecin américain prétendit guérir la goutte, le rhumatisme et d’autres maladies analogues, puis il en arriva à en faire une sorte de panacée contre tous les maux, même contre la fièvre jaune. 
Les tracteurs de Perkins eurent d’abord un grand succès en Amérique et en Angleterre, analogue à celui du galvanisme ou du magnétisme animal prôné par Franz Anton Mesmer. Le perkinisme donna alors lieu aux premières recherches sur l'effet placebo par John Haygarth (en),, qui dévoila alors la supercherie. Bientôt l’engouement pour le perkinisme s’évanouit et Perkins fut traité de charlatan. Il mourut, malgré l’emploi de ses tracteurs, de la fièvre jaune à Plainfield, où il exerçait son art.
Son fils, Benjamin-Douglas Perkins, également médecin, s’attacha à expliquer et à prôner le perkinisme dans divers écrits : l’Influence des tracteurs métalliques sur le corps humain (Londres, 1790) ; Expériences avec les tracteurs métalliques (Londres, 1799), etc.

## Source
« Elisha Perkins », dans Pierre Larousse, Grand dictionnaire universel du XIXe siècle, Paris, Administration du grand dictionnaire universel, 15 vol., 1863-1890 [détail des éditions].